# 本町三丁目停留場
本町三丁目停留場（日语：／ Hommachi-Sanchō teiryūjō */?）是位於日本愛媛縣松山市的路面電車車站，隸屬於伊予鐵道（伊予鐵），車站編號為26，座落於國道196號上，不過月台所在位置並不屬於本町3丁目，反而是落在本町2丁目的邊界裏，但過往本站曾稱為「札辻」（札の辻），而札辻剛好是位於本町3丁目，復站後改名為本町3丁目。

## 所屬路線
- 伊予鐵道

松山市內線（本町線）
■6號線（本町線）

## 車站結構
本路段為單線路段，左、右兩側各設有1個對應式側式月台，位處路軌的兩側，並按雙線路軌左側乘降的安排分配月台，有效長度為1輛。月台上的設施與位於大手町線上的西堀端停留場完全相同，非常簡陋，除了用作候車用的月台外，就僅有附設在橙柱上，以日語書寫的站名和方向的小型燈箱乙個，外圍沒有加上安全欄杆，也沒有候車座椅，與同線道內的西堀端站月台有很大的分別。北端末端與斑馬線連接。

### 月台配置
| 月台 | 路線   | 目的地       |
| ---- | ------ | ------------ |
| 西側 | ■6號線 | 往本町六丁目 |
| 東側 | ■6號線 | 往松山市站   |

## 歷史
- 1911年：

- 9月1日：松山電氣軌道車站札辻（即本站）～道後開業，因有一小段路段未能趕及通車，暫時作為臨時總站。
- 9月19日：本站～本町開業。全線（住吉～道後）開通，翌年再伸延至江口（即現時三津濱港）。

- 1927年11月1日：路線由江口縮短至萱町。
- 1946年8月19日：因應道路擴闊工程及重新安排路線，本站休止。
- 1948年7月1日：本站重開，位置改設於馬路中央位置。
- 1967年1月1日：改稱「本町三丁目停留場」[3]。

## 相鄰停留場
伊予鐵道
■6號線
本町一丁目（25）－本町三丁目（26）－本町四丁目（27）